# Municipio de Jamestown (Minnesota)
El municipio de Jamestown (en inglés: Jamestown Township) es un municipio ubicado en el condado de Blue Earth en el estado estadounidense de Minnesota. En el año 2010 tenía una población de 693 habitantes y una densidad poblacional de 15,78 personas por km².

## Geografía
El municipio de Jamestown se encuentra ubicado en las coordenadas 44°13′10″N 93°49′42″O / 44.21944, -93.82833. Según la Oficina del Censo de los Estados Unidos, el municipio tiene una superficie total de 43.91 km², de la cual 37,71 km² corresponden a tierra firme y (14,11 %) 6,2 km² es agua.

## Demografía
Según el censo de 2010, había 693 personas residiendo en el municipio de Jamestown. La densidad de población era de 15,78 hab./km². De los 693 habitantes, el municipio de Jamestown estaba compuesto por el 98,99 % blancos, el 0,14 % eran afroamericanos, el 0,14 % eran asiáticos y el 0,72 % eran de una mezcla de razas. Del total de la población el 1,15 % eran hispanos o latinos de cualquier raza.